# Citharichthys uhleri
Citharichthys uhleri är en fiskart som beskrevs av Jordan, 1889. Citharichthys uhleri ingår i släktet Citharichthys och familjen Paralichthyidae. Inga underarter finns listade i Catalogue of Life.